# Sonny Boy Williamson II

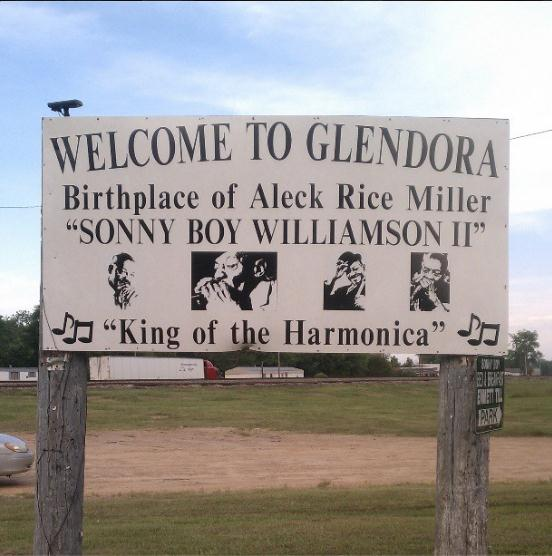
Välkommen till Glendora - möjligen Aleck Rice Millers födelseort.

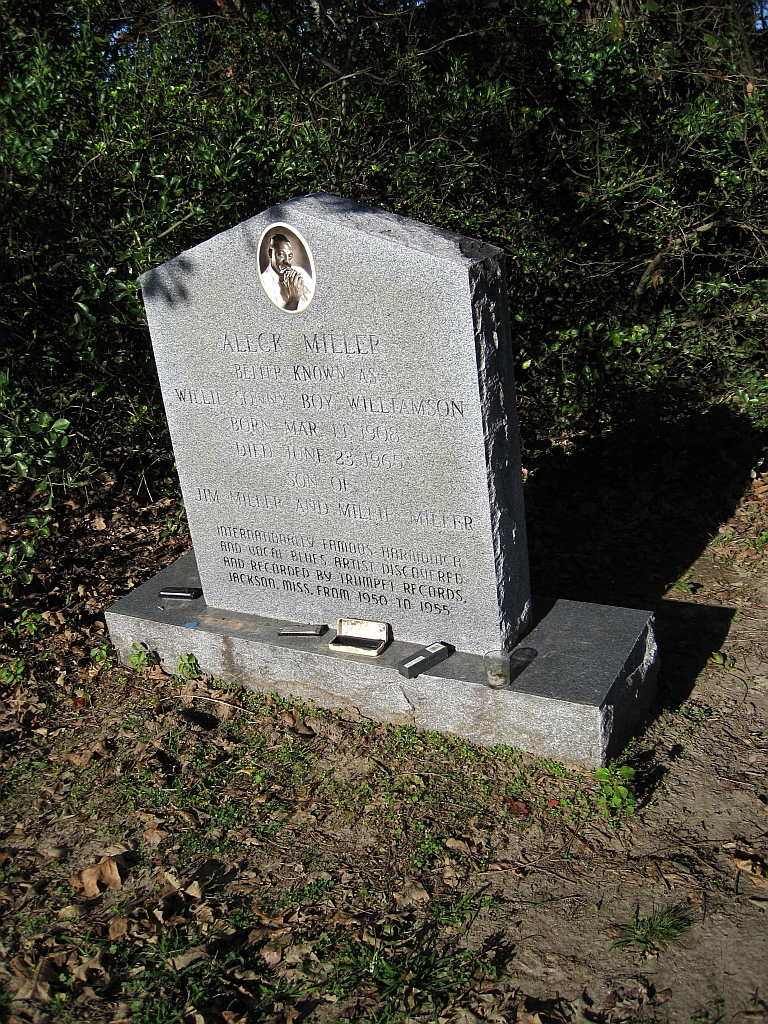
Millers gravsten på Prairie Road Cemetery i Tutwiler, Mississippi. Förutom att födelsedatumet sannolikt är fel, så är dödsdatumet 23 juni 1965 definitivt felaktigt.

Aleck (eller Alex) "Rice" Miller, även känd som "Sonny Boy" Williamson II, Rice Miller, Willie Williams, Willie Miller, "Little Boy Blue", "The Goat" och "Footsie", förmodligen född 5 december 1912 i Mississippi, död på natten 24-25 maj 1965 i Helena, Arkansas, var en amerikansk blues-munspelare, sångare och låtskrivare.

## Biografi
Det råder en ganska stor osäkerhet om Miller, inte minst om hans födelsedatum. Miller har vid olika tillfällen i olika intervjuer uppgivit varierande födelsedatum, oftast sent 1890-tal. Ett av de datum han själv uppgivit är 5 december 1899, men forskaren David Evans säger sig ha hittat bevis på att Miller föddes först runt 1912. På Millers gravsten (vilken beställts av Lillian McMurry, tidigare ägare av Trumpet Records) anges födelsedatumet 11 mars 1908.
Även om hans födelseplats finns olika uppgifter. Enligt Bob L. Eagle och Eric S. LeBlanc föddes Miller i Money nära Greenwood, Leflore County. Själv har dock Miller uppgivit att han föddes i Glendora i Tallahatchie County och enligt Donoghue föddes han i Glendora, men växte upp i Money.. 
Han var son till Millie Ford och tog sin styvfars, Jim Miller, efternamn.

### Fram till 1950
I sin ungdom var Miller ofta i klammeri med rättvisan (och Donoghue säger att han var rymling från ett fängelse och därför ofta spred misinformation för att skydda sig själv) och drog senare runt i amerikanska Södern där han spelade på landsortskrogar och fester (eller i gathörn) under namnet "Little Boy Blue". Under 1930-talet spelade han då ofta tillsammans med musiker som Sunnyland Slim, Elmore James, Robert Johnson, Howlin’ Wolf (som han ett tag bodde tillsammans med och med vars halvsyster Mae han ingick sitt första äktenskap) och, speciellt, Robert Lockwood Jr.  Miller lyckades 1941 att, tillsammans med Lockwood, starta ett "husband" och bli "programledare" för King Biscuit Time, vilket var en radioshow som sändes på radiostationen KFFA i Helena, Arkansas och som sponsrades av majsmjölsproducenten Interstate Grocery Company (paketen med "King Flour", från 1947 "Sonny Boy Corn Meal", hade en bild på Miller sittande på en majskolv och med ett bröd, i stället för ett munspel, i handen). I samband med detta började Miller kalla sig för, eller snarare utge sig för att vara, "Sonny Boy Williamson", vilket egentligen var den betydligt mer kände Chicagomusikern (dock ursprungligen från Tennessee) John Lee Curtis Williamsons artistnamn (enligt vissa källor var detta antagligen en marknadsföringsbluff - John Lee turnerade inte i Södern och var således bara känd genom sina skivor - detta var ju innan det fanns tv). Chicagomusikern (som spelat in Good Morning, School Girl 1937 som "Sonny Boy Williamson") och som blivit varse bluffen, sökte upp Miller i Arkansas 1942 men jagades iväg av den kraftigt byggde sydstataren och efter att den förstnämnde knivmördats 1948 var Miller ensam om namnet. Miller hävdade även senare att han varit först med att kalla sig för Sonny Boy Williamson och detta anses vara skälet till att han påstod sig vara född på 1800-talet.

### 1950-talet - Skivinspelningar
Miller gjorde sin skivdebut (som Sonny Boy Williamson) med Eyesight to the Blind / Crazy 'Bout You, Baby som spelades in av Trumpet Records i Jackson, Mississippi i januari 1951 och gavs ut månaden efter (bland övriga musiker märks Elmore James, som tidigare spelat med Miller och framträtt i King Biscuit Time - Miller backade sedan upp vid James skivdebut i augusti samma år). Därefter gjorde han ytterligare inspelningar för bolaget tills detta gick i konkurs 1955 då Millers kontrakt såldes till Chess Records under vars etikett Checker Reckords (som huvudsakligen publicerade svarta musiker) ytterligare ett sjuttiotal låtar spelades in fram till och med 1964. På hans första singel för Checkers, Dont start me talkin', inspelad i Chicago den 12 augusti 1955, medverkar Muddy Waters (g), Jody Williams (g), Otis Spann (p), Willie Dixon (b) och Fred Below (t) och skivan blev med en andraplats på Billboards R&B-lista Millers största hit. Hans första LP, Down and Out Blues, släpptes 1959 och var en samling av tidigare utgivna singlar.

### 1960-talet - Europaturneer
Miller gjorde stor succé i England 1962 där han deltog i första upplagan av American Folk Blues Festival och, när de andra musikerna efter avslutad turné åkte hem till USA, stannade Miller kvar ett antal månader och spelade med engelska musiker på olika klubbar. Han återvände till England och Europa flera gånger från 1963 till 1965 då han turnerade och gjorde inspelningar med bland andra the Animals (Faces and Places Vol 2: Sonny Boy Williamson + Animals, dubbel-live-LP med inspelnigar från 1963 utgiven 1972, senare, från 1975, som The Animals With Sonny Boy Williamson), the Yardbirds (Sonny Boy Williamson and the Yardbirds, livealbum 1965), Chris Barber, Jimmy Page och Brian Auger (studioalbumet Don't Send Me No Flowers med bland andra de två senare gavs ut 1968).

## Diskografi

### Album
- Down and Out Blues (Chess, 1959)
- A Portrait in Blues (1963)
- The Blues of Sonny Boy Williamson (1963)
- Sonny Boy Williamson and Memphis Slim (1964)
- Sonny Boy Williamson and the Yardbirds (Fontana, 1966)
- The Real Folk Blues (Chess, 1957-64 [1966])
- More Real Folk Blues (1966)
- Don't Send Me No Flowers (1968)
- Bummer Road (1969)
- Faces and Places Vol. 2: Sonny Boy Williamson + Animals (1972)
- King Biscuit Time (1989)

### Singlar
- Crazy 'Bout You, Baby / Eyesight to the Blind (Trumpet Records, 1951)
- Cool, Cool Blues / Do It if You Wanta (Trumpet, 1951)
- Pontiac Blues / Sonny Boy's Christmas Blues (Trumpet, 1951)
- Mighty Long Time / Nine Below Zero (Trumpet, 1951)
- Come On Back Home / Stop Crying (Trumpet, 1951)
- Too Close Together / Cat Hop (Trumpet Records, 1953)
- Gettin' Out of Town / She Brought Life Back to the Dead (Trumpet, 1954)
- Mr. Downchild / Stop Now Baby (Trumpet, 1954)
- I Cross My Heart / West Memphis Blues (Trumpet, 1954)
- Come on Back Home / Stop Crying (Trumpet, 1954)
- Going in Your Direction / Red Hot Kisses (Trumpet, 1954)
- Empty Bedroom / From the Bottom (Trumpet, 1955)
- Don't Start Me Talkin' / All My Love in Vain (Checker Records, 1955)
- No Nights by Myself / Boppin' with Sonny (Ace Records, 1955)
- Keep It to Yourself / The Key (To Your Door) (Checker, 1956)
- Let Me Explain / Your Imagination (Checker, 1956)
- Fattening Frogs for Snakes / I Don't Know (Checker, 1957)
- Cross My Heart / Dissatisfied (Checker, 1958)
- Born Blind / Ninety-Nine (Checker, 1958)
- Your Funeral and My Trial / Wake Up Baby (Checker, 1958)
- Let Your Conscience Be Your Guide / Unseeing Eye (Checker, 1959)
- Temperature 110 / Lonesome Cabin (Checker, 1960)
- Trust My Baby / Too Close Together (Checker, 1960)
- The Goat / It's Sad to Be Alone (Checker, 1960)
- Stop Right Now / The Hunt (Checker, 1961)
- The Hunt / Little Village (Checker, 1961)
- One Way Out / Nine Below Zero (Checker, 1962)
- Trying to Get Back on My Feet / Decoration Day (Checker, 1963)
- Bye Bye Bird / Help Me (Checker, 1963)
- My Younger Days / I Want You Close to Me (Checker,1964)
- Bring It On Home / Down Child (Checker, 1965)
- Baby Let Me Come Back Home / November Boogie / All Nite Boogie / Leavin Blues (EP, Collectors Special Records, 1966)